# Villa Wiener Straße 36

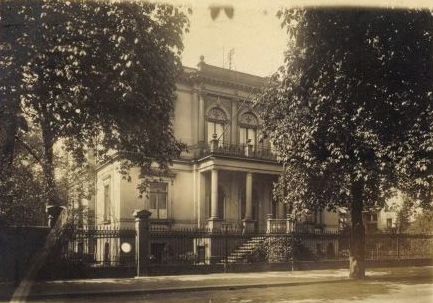
Wiener Straße 36 (Dresden, um 1916)

Die Villa Wiener Straße 36 (frühere Nr. unbekannt), auch Meentzen-Villa genannt, in Dresden wurde 1875 erbaut. Das denkmalgeschützte Gebäude ist das einzige erhaltene Beispiel einer historistischen Villa an der Wiener Straße. Bekannt wurde die Villa durch den Unternehmenssitz und als Produktionsstätte von Naturkosmetik der Schwestern Charlotte Meentzen und Gertrude Seltmann-Meentzen (1942–2002).

## Geschichte

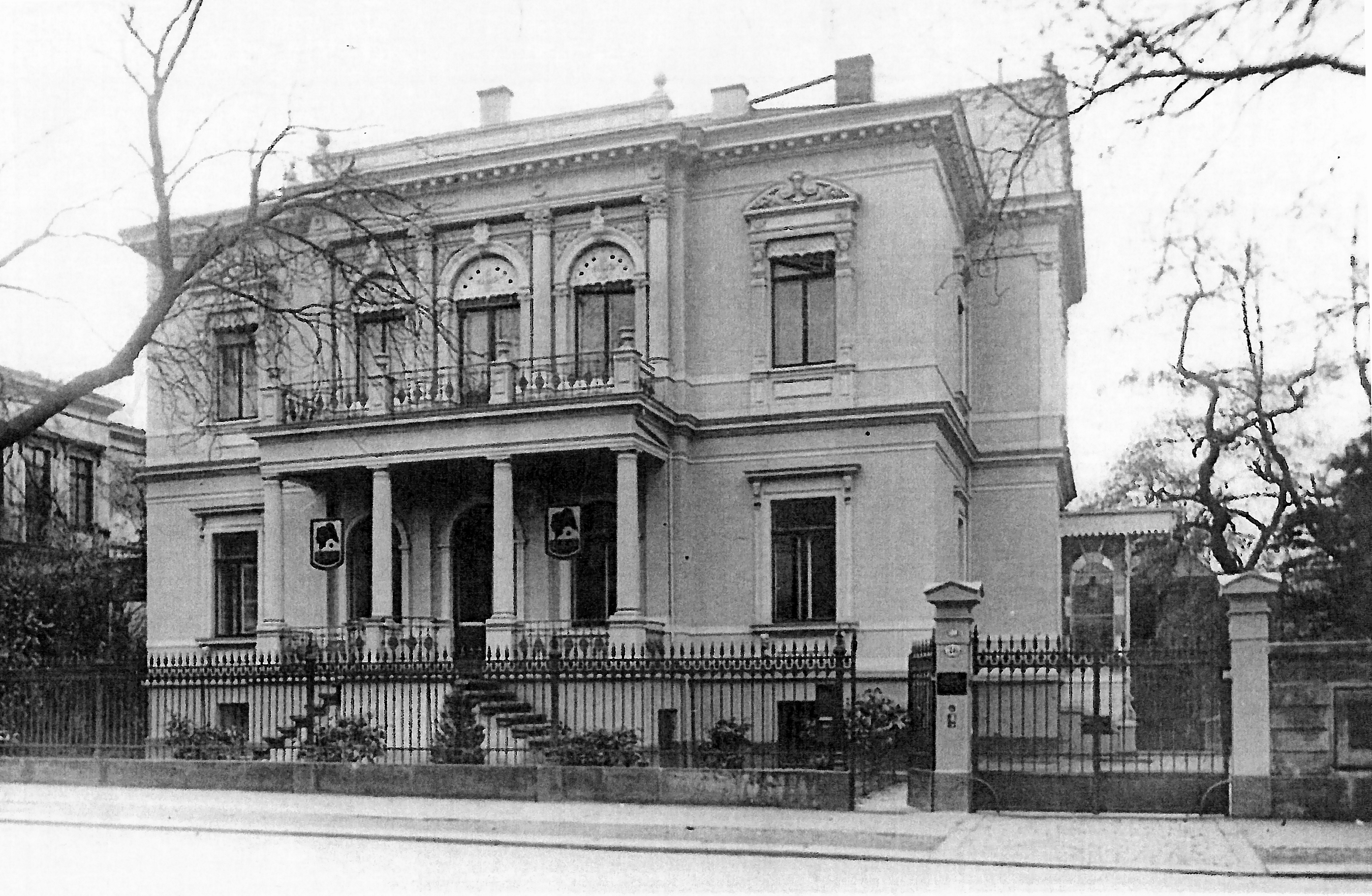
Vorderansicht der Villa (um 1939)

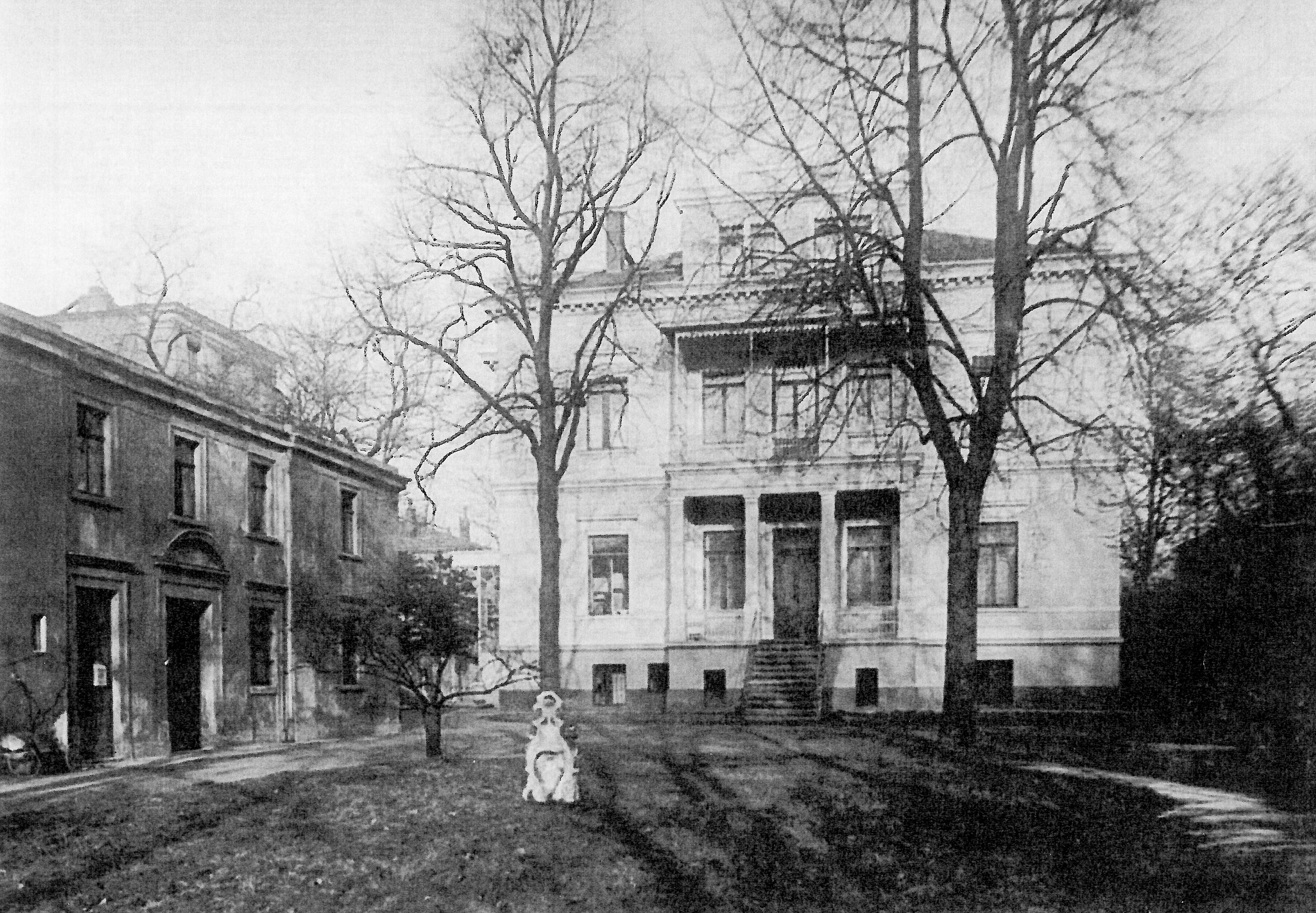
Rückansicht der Villa mit dem Hintergebäude (um 1939)

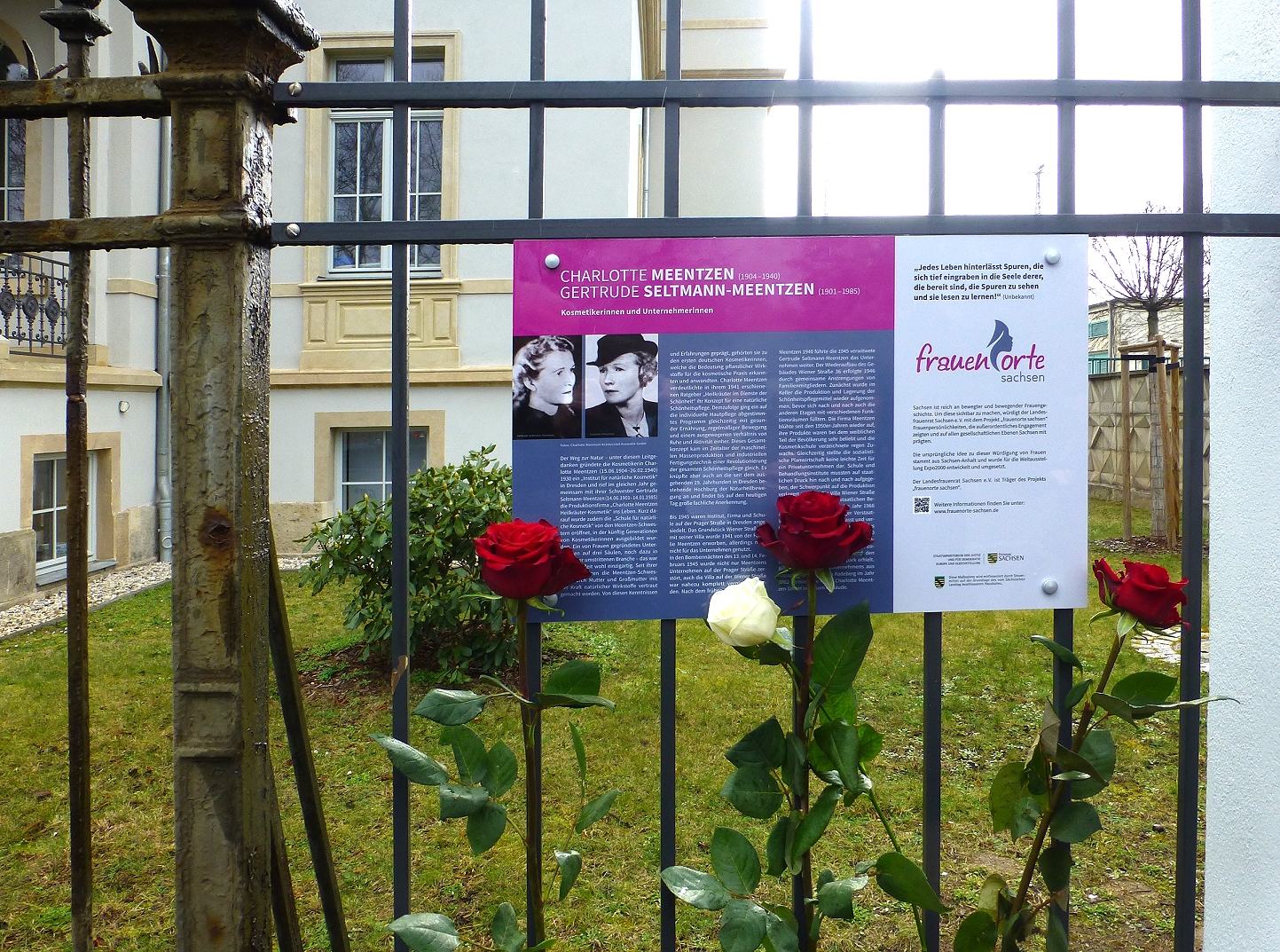
Ehrentafel für Charlotte Meentzen und Gertrude Seltmann-Meentzen Wiener Straße 36 Dresden, 26. Februar 2020

Die Villa befand sich bis 1939 im Privatbesitz und diente überwiegend zu Wohnzwecken. Von 1940 bis 1942 war die Industrie- und Handelskammer Dresden Eigentümer.
1942 hat die „Firma Charlotte Meentzen Prager Straße 24“ (Institut für Natürliche Kosmetik und Laboratorium für  Natürliche Kosmetik) die Villa erworben. Die Firma gehörte den Schwestern Charlotte Meentzen und Gertrude Seltmann-Meentzen und ging nun als Meentzen-Villa in den Sprachgebrauch ein. Bei den Luftangriffen auf Dresden am 13. Februar 1945 wurden der Firmensitz des Institutes, der Schule und des Laboratoriums als Produktionsstätte auf der Prager Straße vollständig zerstört. Der hintere Teil der Villa Wiener Straße 36 wurde durch Bombentreffer ebenfalls schwer geschädigt, das Hintergebäude ist vollständig zerstört worden.
Nach Ende des Zweiten Weltkrieges wurde etappenweise die firmeneigene Villa wieder instand gesetzt, auf dem Fundament des Hintergebäudes entstand später ein Flachbau. Damit konnte die Produktion in der Villa schrittweise wieder aufgenommen werden. 1946 entstand ein kleiner Manufaktur-Betrieb, 1947 erfolgte die Neugründung des Betriebes als Kommanditgesellschaft (KG) mit Produktion auf der Wiener Straße. Hier wurde vorübergehend auch die „Schule für natürliche Kosmetik“ neu gegründet.
Nach der Zwangsenteignung 1972 wurde die Firma auf dem gleichen Standort als Volkseigener Betrieb bis zur Wende weitergeführt und 1991 reprivatisiert. Am Standort Wiener Straße verblieb die Firma bis zur Verlegung nach Radeberg im Jahre 2002.
Bei dem Jahrhundert-Hochwasser 2002 ist die Villa im Zuge der am 12. August 2002 von der Weißeritz ausgehenden Überflutung des Dresdner Hauptbahnhofes und der auch über die Wiener Straße abfließenden Wassermassen schwer geschädigt worden.
Am 26. Februar 2020, dem 80. Todestag von Charlotte Meentzen, ist an der ehemaligen Meentzen-Villa Wiener Straße 36 im Rahmen einer feierlichen Gedenkveranstaltung für die Schwestern und Unternehmerinnen Charlotte Meentzen und Gertrude Seltmann-Meentzen eine Gedenktafel eingeweiht worden. Mitglieder der Familien Meentzen und Seltmann sowie Vertreter der Charlotte Meentzen KRÄUTERVITAL KOSMETIK Radeberg GmbH haben daran teilgenommen. Initiiert wurde diese Gedenktafel vom Landesfrauenrat Sachsen e. V. im Rahmen des Projektes Frauenorte Sachsen.

## Beschreibung
Der zweigeschossige Bau ist über einem Sockelgeschoss erbaut und hat als oberen Abschluss ein Walmdach. Die Fassade des Baus zeigt horizontal angebrachte Gesimse, die die Geschosse voneinander trennen. Die in der Rücklage befindlichen Gesimse und Gewände sind weniger stark ausgebildet, als die an den hervortretenden Risaliten angebrachten Gesimse und Gewände. An der fünf Achsen breiten Schaufassade befindet sich mittig ein schwach hervortretender Risalit, der drei Achsen einnimmt. Der mittig angebrachte Risalit ist ganz besonders reich gestaltet worden. So wurde vor dem Risaliten an der Schaufassade eine Terrasse mit halbrundem Austritt, Freitreppe und Altan angelegt. Das Obergeschoss des Mittelrisalits zeigt eine vorgelegte Halbsäulenordnung.
Ansonsten zeigt der Mittelrisalit Rundbogenfenster. Die dreiachsige Seitenfassade hat einen kräftigen einachsigen Seitenrisalit, wobei sich am Risalit der Seitenfassade der Eingang befindet, zu dem eine schlichte Freitreppe führt.
In den Jahren 2015 bis 2016 wurde das Gebäude umfassend saniert. Es wurden wieder alle Gesimse und die Gewände der Fenster hergestellt.
Auf der südwestlichen Hofseite befand sich ein zweigeschossiges Hintergebäude mit gewerblicher Nutzung und Wohnung im Obergeschoss. Dieses wurde 1945 zerstört und nach der Trümmerberäumung lediglich ein einfacher Flachbau auf dessen Fundamenten errichtet.